# Tain
Tain (Schots-Gaelisch: Baile Dhubhthaich) is een dorp in de Schotse council Highland in het Lieutenancy area Ross and Cromarty.
Tain wordt bediend door een spoorwegstation op de Far North Line. In Tain is de whiskydistilleerderij Glenmorangie gevestigd. Achter een gebouw van het plaatselijk museum is de Ardjachie Stone te zien.